# Terme di Acquarossa
Le terme di Acquarossa erano un impianto termale svizzero, dismesso nel 1971, situato nella valle di Blenio, nel Canton Ticino.

## Storia
Già nel 1766 si trova nella bibliografia del tempo un primo sintetico riscontro oggettivo delle “acque curative”, che sgorgano nei pressi di Lottigna, di composizione sulfurea e contenente rame, anche se in effetti i bagni termali vengono menzionati già nel ‘600 nelle cronache di una famiglia originaria del luogo. Nel 1786 è nota la presenza di un primo stabilimento termale di richiamo per la popolazione più in vista del Cantone Ticino, la cui pregevole testimonianza storica è costituita da un “disegno a penna acquarellato” di Hans Conrad Escher von der Linth, intitolato “Beym Bad Acquarossa im Blegnothal gegen den Thalhintergrund” (trad. “Presso il bagno di Acquarossa nella Valle di Blenio, verso lo sfondo della valle), 1812, Graphische Sammlung der ETH Zürich.
Il boom economico vero e proprio della Media Valle di Blenio, legato indissolubilmente alle terme di Acquarossa, si verificherà però solamente un secolo più tardi: un gruppo di bleniesi riuscì nell'intento progettuale di costituire la Società delle Terme SA, per lo sfruttamento delle acque termali, dopo averne accertate le proprietà curative e medicamentose (1885), con l'intento di edificare una struttura alberghiera moderna, costituita dal nuovo Albergo delle Terme (1887). Il ventennio successivo sarà caratterizzato dalla nascita di diversi esercizi pubblici nelle immediate vicinanze, per accogliere i numerosi turisti e pazienti dello stabilimento termale principale.
Le terme di Acquarossa, costituirono nel XIX e inizio XX secolo, insieme alle terme di Brissago, Rovio e Stabio, le stazioni termali terapeutiche più in voga nel Cantone Ticino e vi furono nel tempo diversi avvicendamenti nella proprietà e nella gestione.
Il 27 ottobre 1932 la proprietà viene acquistata dalla Famiglia Greter, che gestirà le terme di Acquarossa fino al 1971, allorquando l'attività deve essere cessata definitivamente a causa degli ingenti capitali necessari per adeguare la struttura agli standard moderni, nell'ambito delle esigenze logistiche alberghiere e terapeutiche.

## Composizione e utilizzo delle acque e dei fanghi naturali di Acquarossa
L'acqua sorgiva e i fanghi delle terme di Acquarossa sono stati analizzati più volte a partire dal 1835, l'ultima analisi dell'acqua è stata pubblicata nel 1999 da un'équipe dell'Università di Losanna, in seguito alla quale le acque delle tre sorgenti (Albergo Terme, Satro Central e Fonte Brenno) sono state classificate come “calcio-solforiche”. La peculiarità principale è costituita dai fanghi minerali naturali, nei quali in passato sono state trovate tracce elevate di arsenico.
L'ultima analisi risale al 2008, in occasione del lavoro per il conseguimento
del Master in idrogeologia dell'Università di Neuchâtel del PhD G. Preisig (v.
nota bibliografica).
Vengono di seguito riportate le tabelle concernenti le analisi più recenti dell'acqua termale e dei fanghi minerali naturali.
Tabella 1. Risultati delle analisi chimiche eseguite da Mazor e Vuataz (1977), Pastorelli (1999) e Preisig (2009). TDS=Total dissolved solids (totale dei solidi disciolti) in mg/l.
| Descrizione     | 1977 a) | 1999 b) | 2008 c) |
| --------------- | ------- | ------- | ------- |
| Portata (l/min) | 120     | 84      | 78      |
| Temp. (°C)      | 24,9    | 25      | 25,4    |
| pH              | 6,7     | 6,40    | 6,39    |
| TDS (mg/l)      | 2663    | 2620    | 2722    |
| Ca2+ (mg/l)     | 549     | 578     | 605,1   |
| Mg2+ (mg/l)     | 85,5    | 66,2    | 83,9    |
| Na+ (mg/l)      | 18,4    | 17,7    | 22,5    |
| K+ (mg/l)       | 18,3    | 12,0    | 14,8    |
| Sr2+ (mg/l)     | 11,3    | 11,2    | 21,3    |
| Fe2+ (mg/l)     | 2,86    | -       | 2,5     |
| Li+ (mg/l)      | 0,11    | 0,1     | 0,04    |
| SO42- (mg/l)    | 1300    | 1350    | 1291    |
| HCO3- (mg/l)    | 621     | 572     | 635,4   |
| Cl - (mg/l)     | 7       | 5,9     | 5,5     |
| F - (mg/l)      | 1,84    | 2,0     | 1,9     |
| SiO2 (mg/l)     | 47,1    | 38,3    | 37,6    |

a) Sorgente Albergo 21.06.1977  (Mazot e Vuataz, 1990)

b) Sorgente Albergo 1999 (Pastorelli, 1999)

c) Sorgente Albergo 25.08.2008 (Preisig, 2009)

Tabella 2. Analisi del fango dell'acqua termale di Acquarossa (secondo Preisig, 2009).
| -  | Fango g/Kg |
| -- | ---------- |
| Be | 0,03       |
| Mg | 2,25       |
| Al | 0,97       |
| Ca | 71,47      |
| Ti | 0,13       |
| Mn | 3,8        |
| Fe | 741,05     |
| Zn | 0,03       |
| As | 0,91       |
| Se | 0,10       |
| Br | 0,05       |
| Sr | 1,89       |
| Y  | 0,12       |
| I  | 0,03       |
| Ba | 0,07       |
| La | 0,03       |
| Ce | 0,04       |
| Nd | 0,02       |

Sono state rilevate in generale durante le analisi concentrazioni di Litio, Stronzio, Magnesio e Ferro, che rendevano idoneo l'utilizzo per trattamenti idropinici per la cura dell'anemia e di malattie ginecologiche. Inoltre l'acqua termale di Acquarossa è stata utilizzata anche sotto forma di inalazioni, per la cura dell'asma bronchiale. I fanghi erano adoperati per la cura di malattie della pelle, ginecologiche e dei reumatismi.